# Plososari (Grati)
Plososari is een bestuurslaag in het regentschap Pasuruan van de provincie Oost-Java, Indonesië. Plososari telt 6878 inwoners (volkstelling 2010).